# FA Ararat Jerevan
Az Ararat Jerevan vagy röviden Ararat (örmény betűkkel: Ֆուտբոլային Ակումբ Արարատ Երեւան, magyar átírásban: Futbolajin Akumb Ararat Jerevan, nyugati sajtóban: FC Ararat) egy örmény labdarúgócsapat Jerevánban, jelenleg az örmény élvonalban szerepel.
Az egyik legnépszerűbb és legsikeresebb örmény labdarúgócsapat, fénykorát az 1970-es években élte, amikor szovjet bajnok, illetve kétszeres szovjet kupagyőztes lett. Otthonában egyszeres bajnok, illetve ötszörös örménykupa-győztes.

## Sikerei
Szovjetunió
- Szovjet bajnokság (Viszsaja Liga)
  - Bajnok (1 alkalommal): 1973
  - Ezüstérmes (2 alkalommal): 1971, 1976 (tavasz)
- Szovjet kupa
  - Győztes (2 alkalommal): 1973, 1975
  - Ezüstérmes (2 alkalommal): 1954, 1976

 Örményország
- Örmény bajnokság (Bardzragujn Humb)
  - Bajnok (1 alkalommal): 1993
  - Ezüstérmes (4 alkalommal): 1997 (tavasz), 1999, 2000, 2008
  - Bronzérmes (1 alkalommal): 1994
- Örmény kupa
  - Győztes (5 alkalommal): 1993, 1994, 1995, 1997, 2008
  - Ezüstérmes (2 alkalommal): 2001, 2007
- Örmény szuperkupa
  - Győztes (1 alkalommal): 2008
  - Ezüstérmes (1 alkalommal): 1997